# Carlos Cristiano de Hohenzollern
Carlos Cristiano de Hohenzollern-Sigmaringen (Munique, 5 de abril de 1962) é o filho primogênito da princesa Brígida da Suécia, segunda irmã mais velha do rei Carlos XVI Gustavo, e de seu marido, o príncipe João Jorge de Hohenzollern-Sigmaringen.
Nascido e morando em Munique, trabalha no Grupo ARRI, empresa que fabrica e vende câmeras e outros equipamentos fotográficos e de filmagem. Casou-se com Nicole Helene Neschitsch em 8 de julho de 1999 e tem um filho com ela, o príncipe Nicolas Johann Georg Maria von Hohenzollern-Sigmaringen, nascido em 22 de novembro de 1999.

## Títulos e tratamentos
- 5 de abril de 1962 – presente: Sua Alteza Real, o Príncipe Carlos Cristiano, Príncipe de Hohenzollern.